# Calostoma lutescens
Calóstoma lutéscens (лат.) — несъедобный гриб-гастеромицет семейства ложнодождевиковые. От других грибов рода красноустка отличается жёлтой окраской перидия и студенистым кольцом, формирующимся в нижней трети плодового тела. Произрастает в Северной Америке.

## Название
Научные синонимы:
- Lycoperdon heterogeneum Bosc basionym
- Mitremyces lutescens Schwein., 1822
- Mitremyces heterogeneus (Bosc) Nees, 1817

На сайтах Mycobank и Index Fungorum фигурирует исключительно как Mitremyces lutescens Schwein..
Как Calostoma lutescens (Schwein.) Burnap впервые появляется в статье «Notes on the genus Calostoma».
Родовое название Calostoma происходит от греческого καλλός (kallos), красивый, и στόμα (stoma), рот, уста; видовой эпитет lutescens от латинского lutescens, становиться жёлтым, желтеть.

## Описание[3]
Плодовое тело округлое, 1,5—2 см диаметром, от бледно- до лимонно-жёлтого, на высокой ножке; заключено в трёхслойную оболочку.
Перидий: Экзоперидий слегка студенистый, по мере роста гриба разрывается вместе с мезоперидием, образуя кольцо в нижней трети плодового тела. Мезоперидий тонкий, бледно-жёлтый. Эндоперидий гладкий, твёрдый, тонкий, тускло-жёлтый; с апикальным отверстием, окруженным красной звездообразной (с 5—8 лучами) перистомой.
Ложная ножка хорошо развитая, длинная, 5—9 см длиной, 1,5—2 см диаметром, из густо переплетённых и ветвящихся мицелиальных тяжей, более тонких, чем у Calostoma cinnabarinum; бледно-жёлтая, желтовато-зелёная, часто становится бурой от прилипшего субстрата; у молодых грибов кожистая, у сухих — плотная, жёсткая.
Оболочка спорового мешка ярко-жёлтая; присоединена к перидию только в области перистомы. Споровая масса чисто белая, у зрелых грибов от белой до желтоватой.

### Микроморфология
Споры почти округлые, 5,5—8 мкм диаметром, бледно-жёлтые, с выраженным сетчатым орнаментом, состоящим из гребней.
Цветовые химические реакции: в KOH гифы экзоперидия гиалиновые, в реактиве Мельцера — жёлтые; гифы мезоперидия гиалиновые в KOH, жёлтые — в реактиве Мельцера; гифы эндоперидия гиалиновые или жёлтые в KOH, гиалиновые или жёлтые — в реактиве Мельцера.

## Экология и распространение
На ранних стадия развития подземный, затем — наземный гриб. Растёт одиночно или группами на почве, в лиственных или смешанных лесах, часто на нарушенных почвах (по обочинам дорог и т. п.) Предпочитает глинистые почвы.
Распространён на территории Северной Америки: на востоке и юго-востоке США (Иллинойс, Пенсильвания, Мэрилэнд, Виргиния, Теннесси, Северная Каролина), а также в Мексике. Первые экземпляры были найдены в районе Аппалачей (Аллентаун, Пенсильвания). Ареал в целом совпадает с ареалом Calostoma cinnabarinum, но Calostoma lulescens встречается несколько реже. На территории Российской Федерации неизвестен.

## Сходные виды
Сходство с другими грибами отсутствует. Отличается от других грибов-гастеромицетов наличием ярко-окрашенной перистомы на верхушке плодового тела.

### Сходные родственные виды
Отличается от других распространённых видов рода Calostoma (Calostoma cinnabarinum, Calostoma ravenelii) жёлтой окраской плодового тела в сочетании со студенистым кольцом и округлыми спорами.
- Calostoma cinnabarinum отличается ярко-красной окраской и наличием студневидной оболочки, которая не образует кольца;
- Calostoma ravenelii при желтоватой окраске перидия отличается отсутствием студенистой оболочки и продолговатыми спорами.

## Использование
Несъедобный гриб. О каком-либо практическом применении не сообщается.